# Pjotr Nalitj
Pjotr Nalitj (även Peter Nalitch; ryska: Пётр Андреевич Налич, Pjotr Andrejevitj Nalitj), född 30 april 1981 i Moskva i Sovjetunionen, är en rysk sångare och kompositör. Den 7 mars vann Peter Nalitch Band den ryska uttagningen till Eurovision Song Contest 2010 och representerade sedan Ryssland med låten "Lost And Forgotten".